# En kinesisk børnehave
|  | Denne artikel er oprettet af botten Steenthbot ud fra en ekstern database. Den kan derfor have sproglige fejl eller mangler. Denne skabelon kan fjernes efter kontrol af indholdet. |

En kinesisk børnehave er en dansk dokumentarfilm fra 1987 instrueret af Ulla Raben.

## Handling
I denne reportage fra børnehaven Xi Ma Pe følger vi, hvordan dagen går for Tong Wi på fem år og de andre børn, som bor i børnehaven hele ugen. Til sidst kan du se en lille film om Li Li og hendes lillesøster.